# 컴퓨터사용사기죄
컴퓨터사용사기죄란 컴퓨터 등 정보처리장치에 허위의 정보 또는 부정한 명령을 입력하거나 권한 없이 정보를 입력․변경하여 정보처리를 하게 함으로써 재산상의 이익을 취득하는 것을 범죄로 하는 대한민국 형법상 죄이다. 

## 조문
제347조의2 [컴퓨터등 사용사기죄]
컴퓨터 등 정보처리장치에 허위의 정보 또는 부정한 명령을 입력하거나 권한 없이 정보를 입력․변경하여 정보처리를 하게 함으로써 재산상의 이익을 취득하거나 제3자로 하여금 취득하게 한 자는 10년 이하의 징역 또는 2천만원 이하의 벌금에 처한다.

## 정보처리장치의 정의
정보처리장치란 자동적으로 계산 또는 정보처리를 행하는 전자장치를 말한다. 범위는 재산적 이익의 득실․변경에 관련된 사무처리용 전자계산기에 한정된다(은행의 온라인시스템과 연결된 전자계산기, 현금자동인출기).

## 판례
- 타인의 명의를 모용하여 발급받은 신용카드 번호와 그 비밀번호를 이용하여 ARS전화서 비스나 인터넷 등을 통하여 신용대출을 받는 방법으로 재산상 이익을 취득하는 경우 컴퓨터 등 사용사기죄가 성립한다.[1]
- 권한 없이 인터넷뱅킹으로 타인의 예금계좌에서 자신의 예금계좌로 돈을 이체하는 방법으로 예금채권을 취득한 다음 자기의 현금카드를 사용하여 현금자동지급기에서 현금을 인출하는 경우 그 인출된 현금은 장물이 될 수 없다.[2]